# سینتالین
سینتالین (به انگلیسی: Synthalin) با فرمول شیمیایی C
۱۲N
۶H
۲۸ یک ترکیب شیمیایی با شناسه پاب‌کم ۶۶۹۷۷ است. که جرم مولی آن 256.3909 g mol−۱ می‌باشد. 